# Paramonga
Paramonga est un centre religieux et administratif construit à la frontière de l'ancien Royaume de Chimor au Pérou à la fin de la « période intermédiaire » (XIIe au XIVe siècle), dont la capitale était la métropole de Chan Chan.
Souvent appelée « forteresse » — à cause de sa ressemblance avec un château médiéval européen — la pyramide est située sur la rive droite du fleuve Fortaleza (espagnol : forteresse), à 3 km de la ville de Paramonga (province de Barranca) au nord du département de Lima, à sa frontière avec le département d'Ancash. Le site est à 190 km de Lima et 16 km de Barranca.
On estime que c'était un établissement important, semblable à Pachacamac, sans pour autant que ses fonctions religieuses, administratives, commerciales ou militaires soient précisément établies.

## Histoire

### Étymologie
Paramonga vient d'une altération du mot composé para-munqa, qui dans la langue quechua signifie qu'il va pleuvoir (para = pluie et munqa = fin verbale de l'occurrence). Ce qui montre que le bâtiment serait lié au culte de l'eau, peut-être un centre cérémoniel pour demander la pluie.

### Découverte
Les écrits les plus anciens sur Paramonga sont de Miguel de Estete (es), surnommé le "soldat chroniqueur", qui raconte dans un rapport au Conseil suprême des Indes vers 1542 ce qu'il a vu et vécu lors de la conquête du Tawantinsuyu.
En 1533, Estete accompagne Hernando Pizarro et sa petite escouade de « vingt cavaliers et quelques arquebusiers » avec quelques serviteurs d'Atahualpa pour guides. Cette expédition - proposée aux conquistadors par leur captif Atahualpa - a pour but de piller Pachacamac.
En effet, les Espagnols deviennent de plus en plus impatients et les tensions entre les Almagristes et les Pizarristes s'intensifient. Pour tenter d'achever le paiement de sa rançon Atahualpa leur propose de piller cette ville où les richesses abondent et qui est détenue par des prêtres fidèles à Huascar dans la guerre civile inca et qui sont donc des ennemis d'Atahualpa.

Menés par Estete et Hernando les Espagnols longent la côte et deviennent ainsi les premiers à avoir visité Paramonga sur le chemin de Pachacamac. Estete a écrit dans son récit':
« ... et un autre jour, nous sommes allés dormir dans une grande ville qui s'appelle Parmunga, qui est à côté de la mer, a une maison forte, avec cinq clôtures aveugles, peintes de manière élaborée à l'intérieur et à l'extérieur avec ses murs sculptés, comme c'est fait en Espagne, avec deux tigres (pumas?) à l'entrée principale ... »

Un autre chroniqueur, Pedro Cieza de León, passe par Paramonga lors de son voyage de Lima à Trujillo en 1541. Il la décrit comme suit
« «Il y a une chose qui vaut la peine d'être vue dans cette vallée, qui est une belle forteresse bien construite, et il est certainement très curieux de voir comment ils ont élevé de l'eau dans des canaux pour irriguer des niveaux plus élevés. Les bâtiments étaient très beaux, et de nombreuses bêtes sauvages et des oiseaux ont été peints sur les murs, qui sont maintenant tous en ruines et minés en de nombreux endroits par ceux qui ont recherché de l'or et de l'argent enterrés. De nos jours, la forteresse ne sert que de témoin de ce qui a été. »

### Chronologie

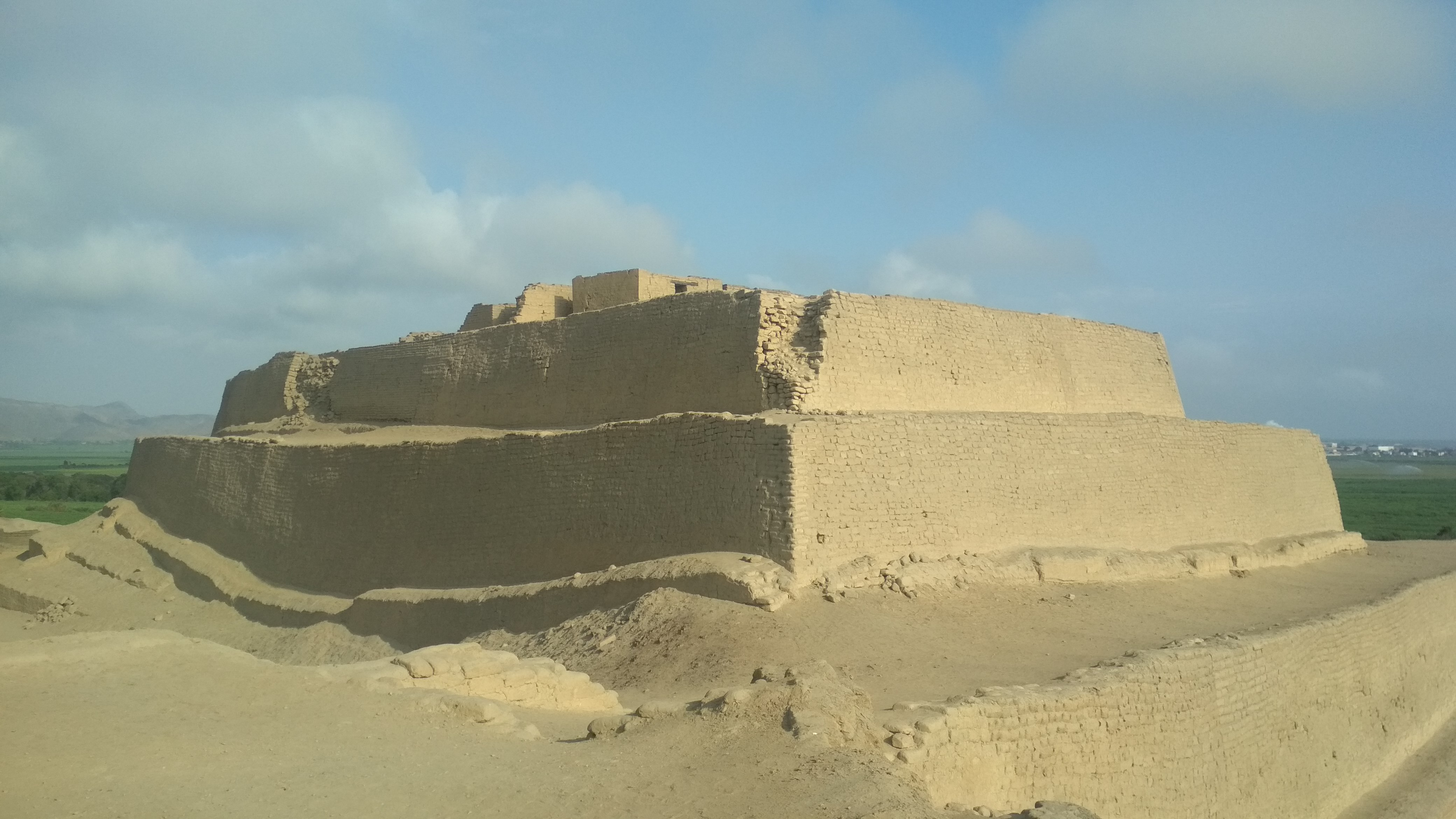
Pyramide à 3 niveaux de Paramonga.

#### Période intermédiaire tardive (1100-1470) - Culture Chimú
Tout indique que les premiers bâtisseurs de cette "forteresse" furent les Chimú. C'était peut-être un fort militaire qui marquait la limite sud du royaume de Chimor, sa fonction étant de contenir les incursions des Yungas du sud.

#### Période de l'horizon tardif (1470-1532) - Occupation inca
Mais une version transmise par l'Inca Garcilaso de la Vega affirme que l'Inca Pachacútec a ordonné son érection pour célébrer sa victoire sur les forces du Grand Chimú, qui s'est produite dans le voisinage, vers l'an 1470. Le plus probable, cependant, est que les Incas se sont bornés à l'agrandir, laissant leur empreinte sur la construction qui serait alors plus ancienne. Les caractéristiques architecturales incas sont, par exemple, une porte à double montant et la peinture des murs avec les rouges et l'ocre typiques de l'époque impériale.
Les premiers Européens à le voir furent les membres de l'expédition espagnole qui, sous le commandement de Hernando Pizarro, se dirigeaient de Cajamarca vers Pachacámac, peu après la capture de l'Inca Atahualpa. La construction a dû leur faire une grande impression, qui de loin avait l'apparence d'un château fort médiéval, comme le suggère l'histoire du chroniqueur-soldat Miguel de Estete.

#### Depuis leXXesiècle
Après Charles Wiener et quelques autres au XIXe siècle, à l'époque contemporaine, c'est Louis Langlois qui a fait la description la plus détaillée du site (1934), après que le photographe aérien George R. Johnson en prennent quelques photographies depuis le ciel en 1930.
En 1961, un projet de reconstruction a commencé, qui n'a pas été achevé.
En 2006, l'Institut national de la culture du Pérou, par la résolution n°083 du directeur national, l'a déclaré patrimoine culturel de la nation.

## Description
Paramonga est souvent appelée une forteresse en raison de sa pyramide décalée de quatre niveaux aux proportions énormes construite sur une colline, qui ressemble un peu à un château médiéval européen.
Le bâtiment principal est une imposante pyramide à gradins, faite d'adobe, qui aurait pu aussi être un observatoire astronomique. Cette pyramide à gradins connue sous le nom de "Forteresse", est reliée à d'autres bâtiments similaires (8 au total) par un vaste mur d'environ 60 km de longueur. Ces constructions secondaires sont beaucoup moins bien préservées.

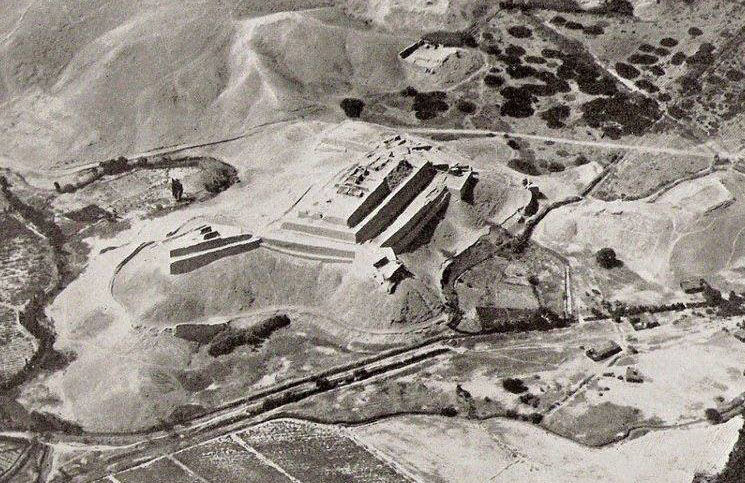
Photo aérienne de Paramonga, par George R. Johnson, prise entre 1928 et 1930.

La pyramide est constituée de murs fixés aux parois d'un monticule rocheux naturel, qui supportent quatre plates-formes superposées. Dans la partie supérieure se trouve la plupart des bâtiments. Sa hauteur maximale est de 30 m. La zone d'entrée, dans son angle sud, est constituée d'un ensemble d'ouvertures, de passages et de rampes. Les murs suivent les irrégularités du terrain et sont flanqués de contreforts dans quatre de ses angles, qui ont été qualifiés de « bastions ».
Vue du ciel, la forteresse ressemble à un lama stylisé, le bastion nord étant la tête de l'animal, celui du sud la queue et les deux bastions occidentaux les extrémités inférieures. Bien qu'il soit à noter qu'aucune source traditionnelle ne fait allusion à cette similitude et qu'il ne s'agit que d'une comparaison moderne faite par des spécialistes.
Les enquêtes archéologiques ont déterminé que le monument était peint en ocre et les chroniques mentionnent également qu'il était décoré de peintures murales avec des représentations d'animaux.

## Fonction
Il existe encore des divergences quant à la fonction du complexe. Comme le soutenait entre autres, l'archéologue français Louis M. Langlois, certains estiment que c'était une forteresse militaire; d'autres croient que c'est un temple ou un sanctuaire. Son caractère de forteresse défensive repose sur des informations et des traditions ethnohistoriques, ainsi que sur son apparence même: l'enceinte qui l'entoure, l'entrée protégée, les bastions et les bâtiments annexes.
Julio C. Tello et Alfred Kroeber ont fait valoir qu'il pourrait plutôt s'agir d'un temple, en notant certaines analogies avec le Temple du Soleil à Pachacámac.
Federico Kauffmann Doig a également noté que vu de l'espace aérien le monument simule la figure d'une flamme mythique, avec son cou tendu vers la mer, comme s'il réclamait de l'eau à la divinité marine ou Mama Qucha. Il serait donc lié au culte de l'eau, si importante pour les civilisations agricoles de l'ancien Pérou.
Le complexe comprend également le site archéologique voisin de Cerro La Horca (à 2 km au nord-ouest), un massif naturel au sommet duquel se trouvent des structures en adobe avec des fondations en pierre peut-être d'origine Moche. Il y a aussi les vestiges d'un mur de séparation et d'une zone utilisée comme cimetière.

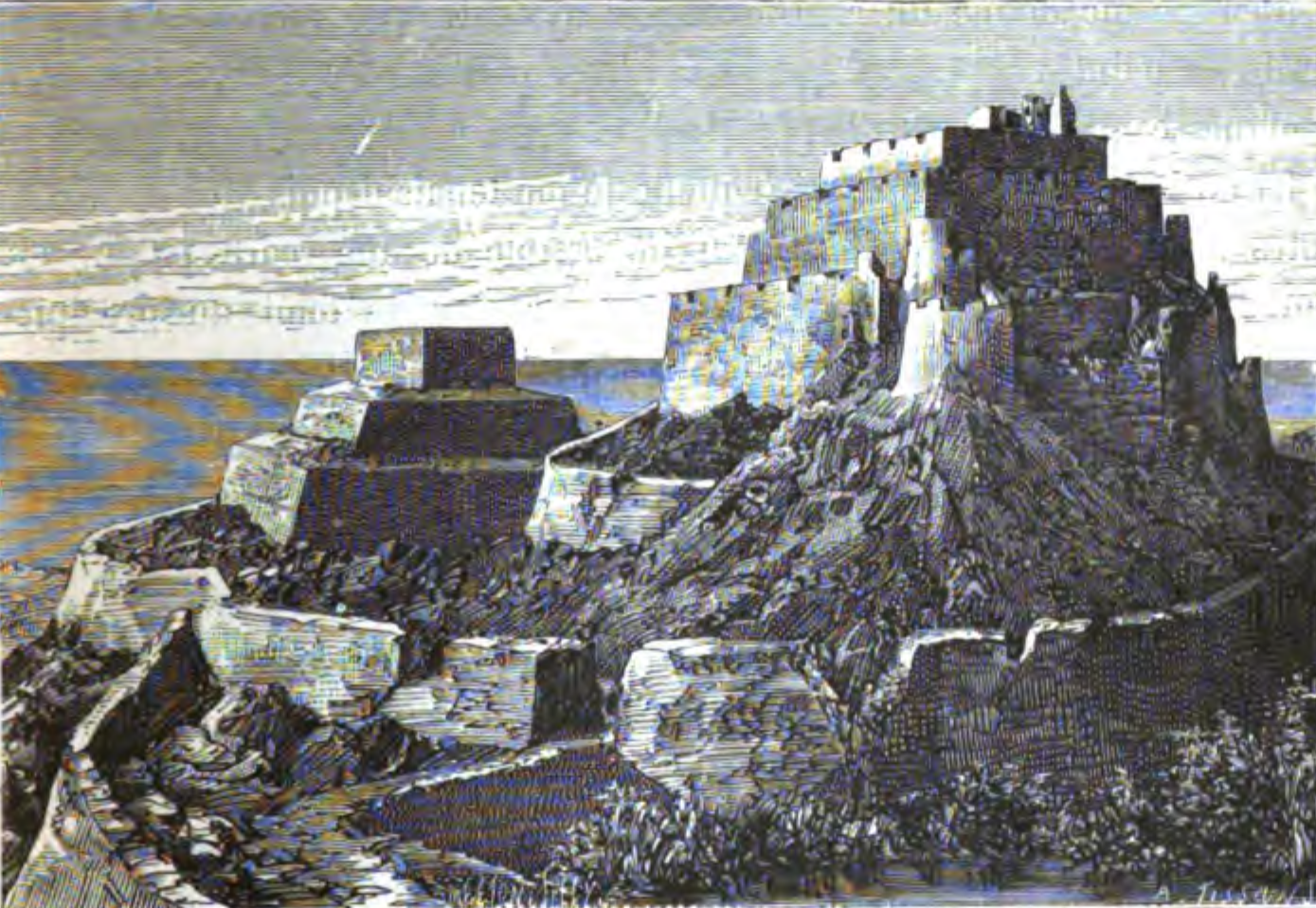
Illustration de la forteresse de Paramonga dans le livre de Charles Wiener de 1880 Pérou et Bolivie. Récit de voyage.
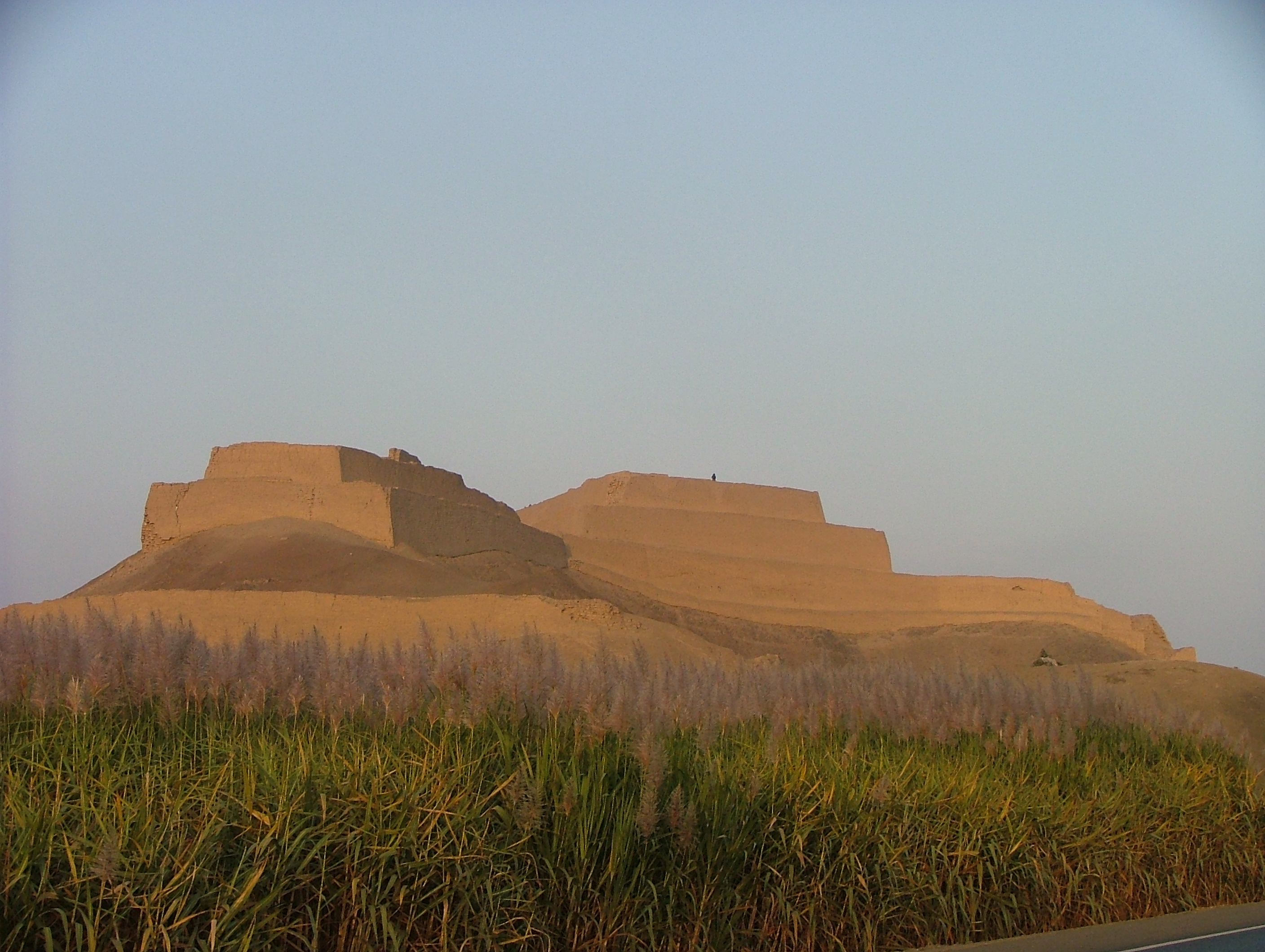
Forteresse de Paramonga.
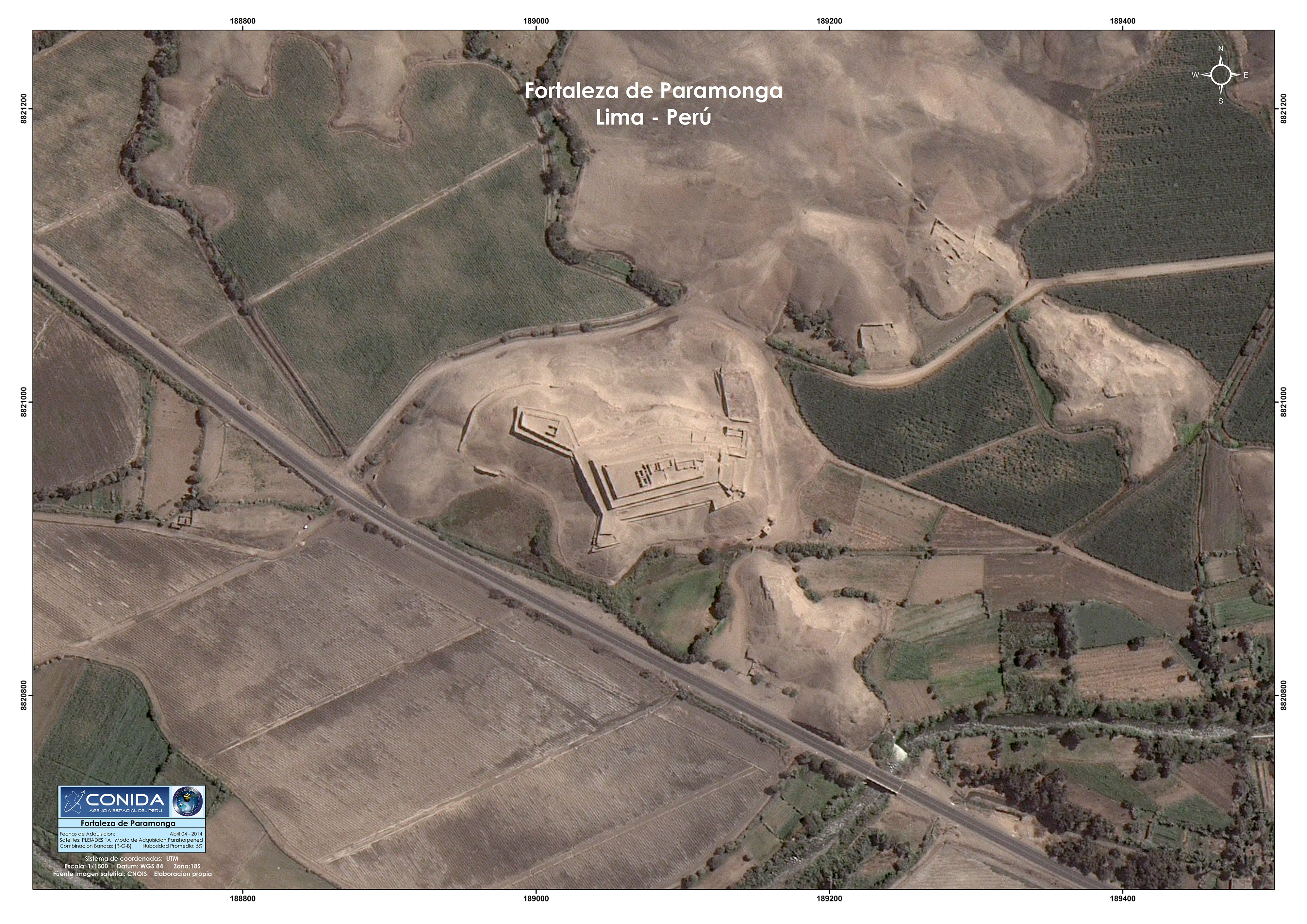
Image aérienne de la forteresse de Paramonga, prise du satellite PeruSat-1.
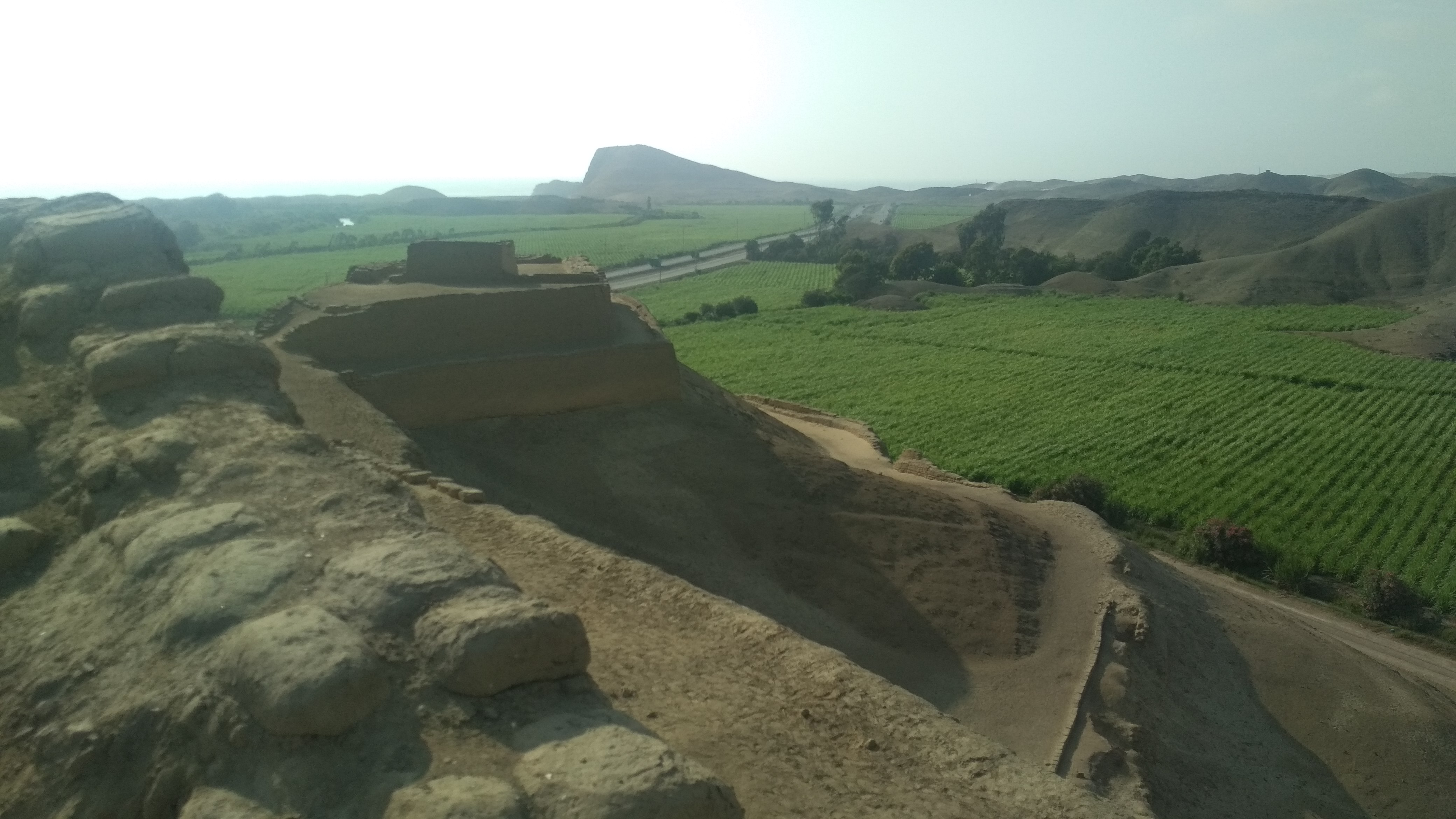
Le bastion nord.